# Flemmatico

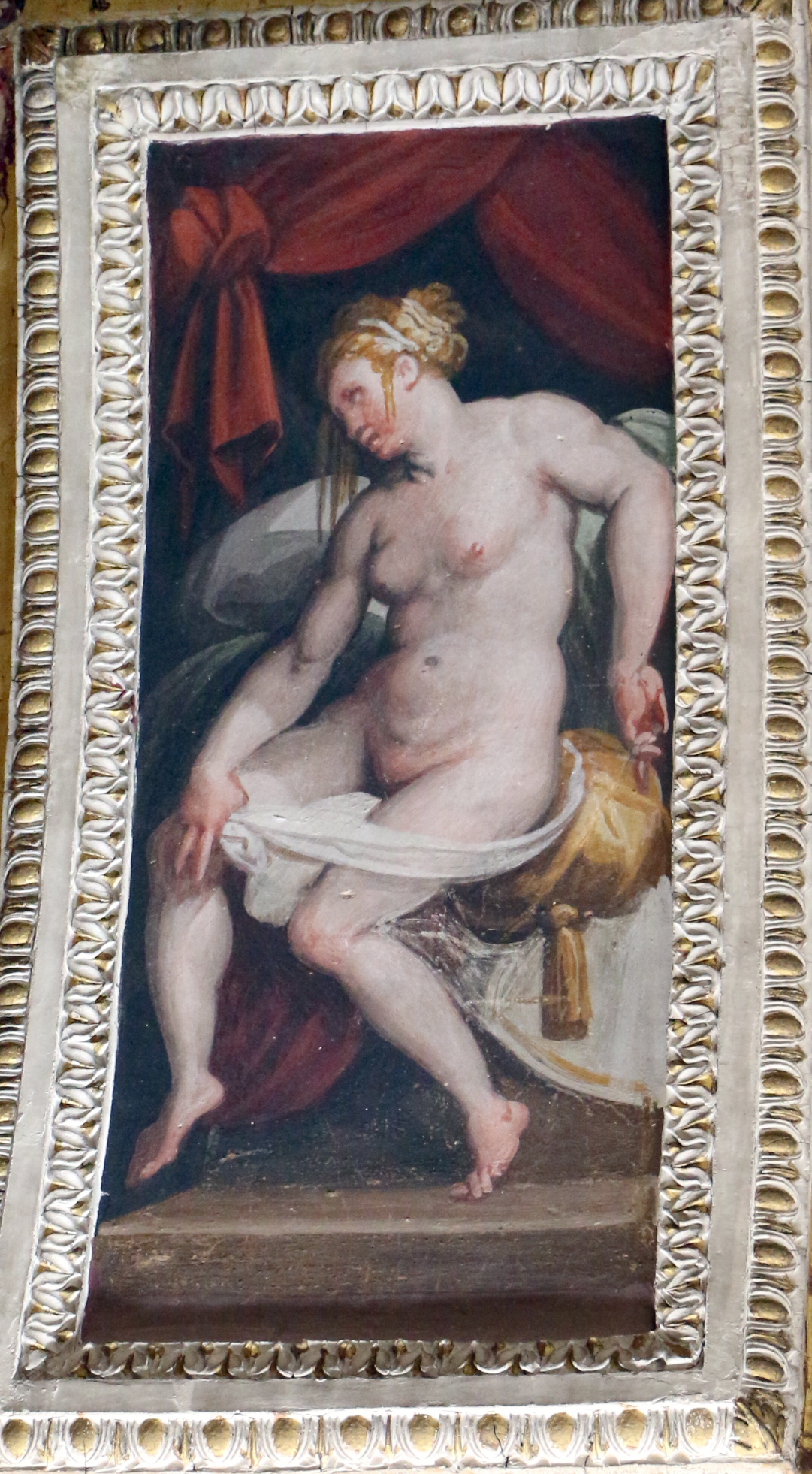
Il Flemmatico, affresco di Jacopo Zucchi e del Poppi sul soffitto dello studiolo di Francesco I a Palazzo Vecchio (Firenze).

Il flemmatico (dal greco antico φλέγμα, flègma, cioè muco, catarro, o anche linfa) è uno dei quattro temperamenti presi in considerazione dalla patologia umorale, insieme al collerico, il sanguigno e il melanconico.
In particolare il flemmatico è descritto come un tipo psicologico lento, mansueto, e talvolta impacciato: corrisponde sul piano macrocosmico all'elemento acqua, perché i suoi attributi sono il freddo e l'umido, da cui si origina nel microcosmo umano il flegma (o la linfa), predominante rispetto agli altri tre umori, e avente sede nella testa, da dove discende principalmente nei polmoni, per defluire infine dal naso e dalla bocca.
Nella tradizionale suddivisione delle età della vita, il temperamento flemmatico caratterizza la vecchiaia. Tra le quattro stagioni è associato all'inverno, e tra i colori al bianco.

## Caratteristiche
Nel flemmatico l'eccesso del principio Acqua, attivo nel sistema ghiandolare-ormonale e linfatico, era ritenuto la causa di una tendenza a gonfiarsi e ingrassare, assumendo a volte un aspetto tondeggiante e appagato, seppure dal colorito pallido e spento, indice di un certo torpore e metabolismo rallentato.
Incline alla pigrizia, l'individuo flemmatico viene descritto infatti come intento a condurre una vita di tipo vegetativo, cioè poco attiva, rivolta ad assecondare principalmente le funzioni vitali come il mangiare e il dormire. Non reagendo molto agli stimoli esterni, tende a evitare le occupazioni impegnative e dispendiose, mostrandosi più propenso verso i lavori di pazienza e di concentrazione.
Se il lato negativo attribuito al flemmatico è dunque l'inerzia e la mancanza di vivacità, il lato positivo consiste nell'amore della quiete e della pace, nell'ordine, nell'affidabilità e nella diplomazia.
Aristotele (384–322 a.C.) colloca il flemmatico all'opposto dell'irascibile: «degli estremi, chi eccede sarà irascibile, e il vizio irascibilità, chi difetta flemmatico, e il difetto flemma», ritenendo che la virtù corrispondente si trovi nel giusto mezzo, rappresentato dalla mansuetudine o bonarietà.
L'astrologo greco Antioco d'Atene (vissuto all'incirca nel I secolo d.C.) sottomise la costituzione flemmatica all'influsso dei pianeti Luna e Venere, in quanto portatori di qualità femminili tradizionalmente considerate umide e fredde. Segni zodiacali tipicamente d'acqua, quindi di carattere flemmatico, sono poi il Cancro, lo Scorpione e i Pesci.
L'alimentazione consigliata per il flemmatico, così come quella prescritta in genere per curare un eccesso di flegma, consisteva nell'introduzione di cibi caldi e secchi che riequilibrassero l'umore freddo e umido, secondo il principio ippocratico contraria contrariis curantur («i contrari si curano con i contrari»): caldi e secchi erano tradizionalmente considerati, per analogia intuitiva con le loro proprietà, ad esempio il pepe e il vino rosso, il finocchio, la menta, la frutta secca, i ravanelli, il sale, le spezie, ecc.
Galeno raccomandava in ogni caso  di adottare delle diete personalizzate, che tenessero conto non solo del temperamento prevalente, ma anche dell'età, del sesso, dell'ambiente e dell'attività che si svolgeva. In presenza di un temperamento naturale e non di patologie, era anzi opportuno assecondarne talvolta la natura con alimenti apportatori della sua medesima qualità, anziché contrastanti.

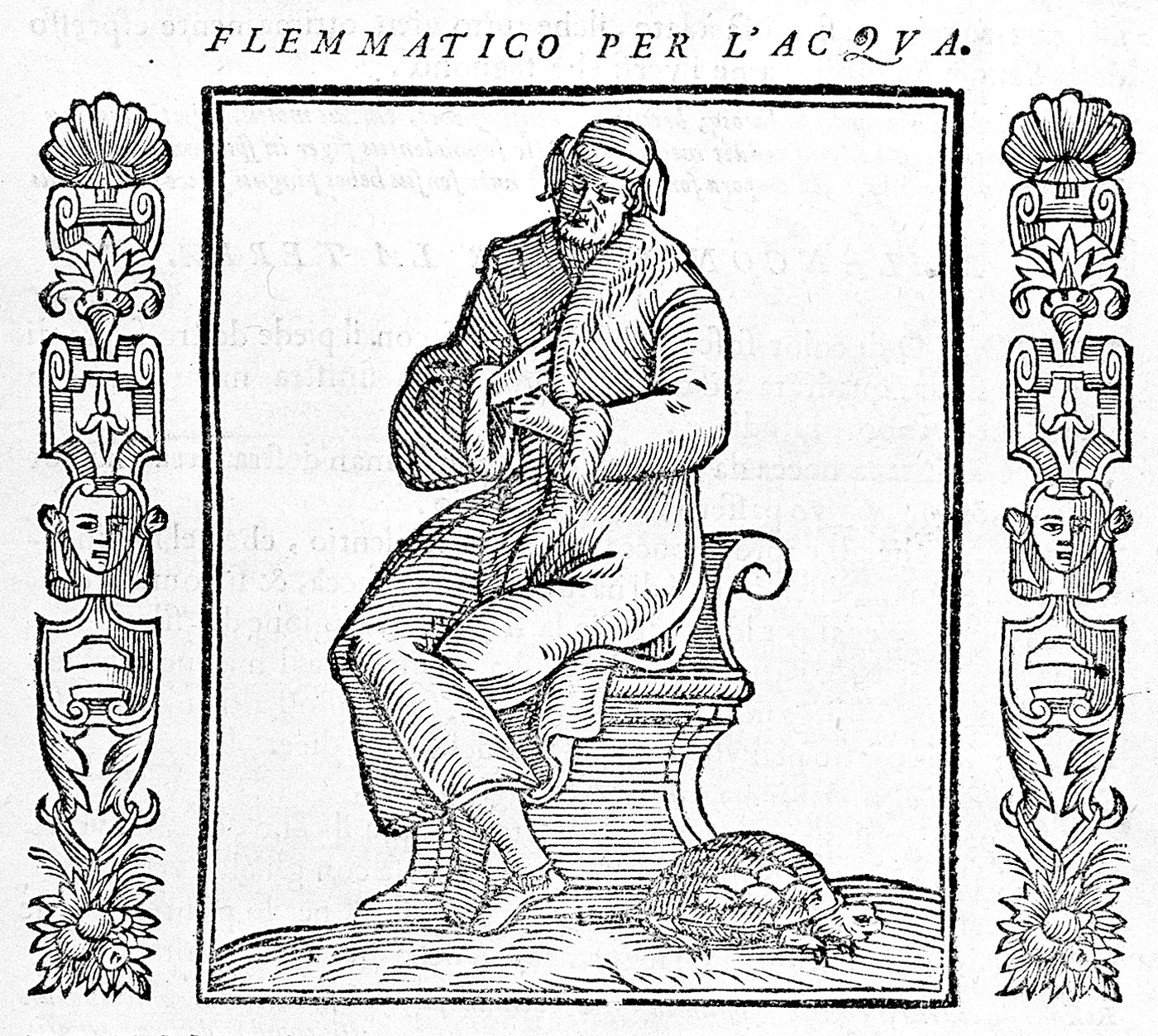
Il flemmatico raffigurato nellIconologia di Cesare Ripa (Padova, 1611).

La mistica medievale Ildegarda di Bingen (1098–1179) tratteggiò la donna flemmatica come piuttosto taciturna, «di aspetto severo e colore nerastro; è forte e capace, si intravede in lei qualcosa di mascolino. [...] Possiede vene grosse, è molto fertile e genera molti figli. [...] Nei suoi rapporti amorosi (a quanto dicono gli uomini) è lasciva e voluttuosa».
Per il filosofo tedesco Immanuel Kant (1724–1804), che elaborò una psicologia su basi morali, il temperamento flemmatico consiste invece in un'assenza di caratteri e interessi, quindi in una sostanziale negatività, rilevando in esso la mancanza delle due doti presenti invece nelle altre tre costituzioni, cioè dell'intelligenza (o sublime) e dello spirito (il bello):
(Immanuel Kant, Considerazioni sul sentimento del sublime e del bello, cap. II, 1764 )
Secondo la struttura della personalità elaborata dallo psicologo Hans Eysenck (1916–1997), il temperamento flemmatico è caratterizzato dalla combinazione di introversione e stabilità emotiva, venendo descritto quindi come passivo, tranquillo, e interiormente placido.

### Pedagogia Waldorf
L'attuale pedagogia di impianto Steiner-Waldorf, che scompone l'essere umano in vari livelli dimensionali, di cui i principali sono il corpo fisico, quello eterico, l'astrale e l'Io, attribuisce al temperamento flemmatico la predominanza del corpo eterico, corrispondente all'elemento acqua della dottrina umorale, e responsabile delle forze vitali e vegetative.
Il bambino flemmatico tenderà di conseguenza ad abbandonarsi alla propria vitalità interiore, prediligendo un atteggiamento contemplativo e sedentario, poco incline al pensiero attivo.
Per una sana educazione sarà opportuno secondo Steiner riequilibrare gli aspetti unilaterali della costituzione flemmatica, pur evitando le correzioni radicali, e semmai favorendo un'armonizzazione complessiva dei tratti caratteriali dell'individuo seguendo il principio omeopatico similia similibus curantur («il simile si curi col simile»), anche attraverso l'alimentazione: cibi adatti al flemmatico sono ad esempio insalata, latte, cereali e riso, bilanciati con pietanze calde e secche come curry e avena.